# Benjamin Raich
Benjamin Raich, född 28 februari 1978, är en före detta alpin skidåkare från Österrike.
Raich är en av de mest framgångsrika alpina utförsåkarna genom tiderna. År 2006 vann han OS-guld i storslalom och slalom, och under OS 2002 vann han brons i slalom och i kombinationstävlingen. Han har även tre VM-guld, sex VM-silver och ett VM-brons. Raich vann totala världscupen år 2006. Fem år har han blivit tvåa. Han har även vunnit slalomcupen tre gånger, storslalomcupen två gånger och kombinationscupen tre gånger. I världscupen har han vunnit totalt 36 deltävlingar. Antalet pallplatser är 92 och antalet topp 10-placeringar 227 - näst flest efter Kjetil André Aamodt. Han nådde pallen för första gången den 6 januari 1999 (trea i slalom i Kranjska Gora). Sin sista pallplats erhöll han drygt 16 år senare, när han den 1 mars 2015 blev trea i storslalom i Garmisch-Partenkirchen.
Benjamin Raichs ett år yngre syster Carina Raich var också professionell skidåkare. Han är gift med utförsåkaren Marlies Schild.

## Meriter

### Olympiska spel
- Salt Lake City 2002: 3:e i slalom, 3:e i kombination, 4:e i storslalom
- Turin 2006: 1:a i slalom, 1:a i storslalom, 21:a i super-G
- Vancouver 2010: 4:e i slalom, 6:e i superkombination, 6:e i storslalom, 14:e i super-G
- Sotji 2014: 7:e i storslalom

### Världsmästerskap
- Vail 1999: 5:e i slalom
- St. Anton 2001: 2:a i slalom
- St. Moritz 2003: 4:e i slalom, 9:e i storslalom
- Bormio 2005: 1:a i slalom, 1:a i kombination, 2:a i storslalom, 2:a i lagtävlingen, 3:e i super-G
- Åre 2007: 1:a i lagtävlingen, 2:a i superkombination, 4:e i slalom
- Val-d’Isère 2009: 2:a i storslalom, 5:e i super-G
- Garmisch-Partenkirchen 2011: 2:a i lagtävlingen, 4:e i superkombination, 5:e i super-G
- Schladming 2013: 9:e i storslalom, 13:e i slalom

### Världscupen
- 36 världscupsegrar
- Vinnare av världscupen totalt 2006
- Vinnare av världscupen i slalom 2001, 2005 och 2007
- Vinnare av världscupen i storslalom 2005 och 2006
- Vinnare av världscupen i kombination 2005, 2006 och 2010

#### Säsong för säsong (Topp 3-placeringar)
- 1997–1998: -
- 1998–1999: 3 segrar, 2 tredjeplatser
- 1999–2000: 2 segrar, 3 andraplatser, 2 tredjeplatser
- 2000–2001: 4 segrar, 1 andraplats, 3 tredjeplatser
- 2001–2002: 1 seger, 2 andraplatser
- 2002–2003: 2 andraplatser, 3 tredjeplatser
- 2003–2004: 3 segrar, 2 andraplatser, 1 tredjeplats
- 2004–2005: 3 segrar, 3 andraplatser, 5 tredjeplatser
- 2005–2006: 7 segrar, 2 andraplatser, 3 tredjeplatser
- 2006–2007: 6 segrar, 3 andraplatser, 1 tredjeplats
- 2007–2008: 1 seger, 5 andraplatser, 1 tredjeplats
- 2008–2009: 4 segrar, 2 tredjeplatser
- 2009–2010: 1 seger, 2 andraplatser, 2 tredjeplatser
- 2010–2011: 2 andraplatser
- 2011–2012: 1 seger, 1 andraplats, 1 tredjeplats
- 2012–2013: -
- 2013–2014: 1 andraplats
- 2014–2015: 1 tredjeplats